# Hôtel Broadway Mansions
L'hôtel Broadway Mansions est un hôtel de style art déco, cinq étoiles, sur le Bund, un boulevard  situé à Shanghai, en Chine. L'hôtel Broadway Mansions a été pendant plus de cinq décennies l'un des principaux symboles de la modernité de Shanghai. 

## Historique
De 1920 à 1940, Shanghai accueille une architecture moderne utilisant une technologie d'avant garde avec un souci du détail décoratif. Celle-ci, initiée par un capitalisme occidental sur le déclin, se développe sur le Bund (la berge des étrangers) au cœur de la concession internationale de Shanghai. C'est dans ce cadre qu'est construit l’hôtel Broadway Mansions. 
Initié au début des années 1930, par le département d'architecture de la Shanghai Land Investment Companye, le Broadway Mansions est un immeuble de 19 étages, situé à proximité de la confluence du ruisseau Suzhou sur sa rive nord et de la rivière Huangpu, face au Garden Bridge, ainsi qu'à l'extrémité nord du Bund. Construit par les architectes et les ingénieurs de la société Palmer & Turner Architects basée à Hong Kong, le bâtiment a été achevé en tant que "Mansions de Broadway " en 1934, la même année que le Park Hotel, autre construction d’envergure. Il fut rebaptisé Shanghai Mansions par le gouvernement municipal de Shanghai en 1951, mais revint à son nom d'origine après l'ouverture de la Chine aux échanges économiques avec l'Ouest. Enfin, le Broadway Mansions, dans un quartier piétonnier de Shanghai, est devenu un hôtel cinq étoiles. Rénové en 2007, vingt et un étages sont réservés à une clientèle haut de gamme. À cette fin l'immeuble présente deux cent quarante huit hébergements comprenant des suites, des appartements meublés, des restaurants et des boutiques en pied d'immeuble,. Le Broadway Mansions propose six restaurants avec en particulier des cuisines japonaise, chinoise ou encore française. Le British Bar,  avec vue sur le Bund permet d’assister à des concerts.